# قسم بيش كوه زلاغي الريفي (مقاطعة أليغودرز)
قسم بیش کوه زلاغي الریفي (بالفارسية: دهستان پیشکوه ذلقی) هي قسم تقع في إيران في ناحية بشارت. يقدر عدد سكانها بـ 3,388 نسمة .